# Jiří Paroubek
Jiří Paroubek , né le 21 août 1952 à Olomouc (Moravie), est un homme d'État tchèque. Membre du Parti social-démocrate tchèque (ČSSD), il est président du gouvernement tchèque du 25 avril 2005 au 16 août 2006.

## Biographie

### Formation et carrière
Jiří Paroubek est diplômé de l'École supérieure d'économie de Prague. De 1976 à 1990, il travaille entre autres comme économiste en chef de l'entreprise Restaurants et cantines à Prague. Dans sa biographie officielle, il indique le fait qu'il a travaillé dans des postes de direction. 

### Débuts et ascension en politique
Il commence sa carrière politique sous le régime communiste dans les années 1970.
Après la chute du communisme, il devient vice-président du Parti social-démocrate tchèque (ČSSD). Il est nommé ministre du Développement régional le 4 août 2004, dans le gouvernement de coalition conduit par le nouveau président du gouvernement, Stanislav Gross. 

### Président du gouvernement et du ČSSD
Le 25 avril 2005, à la suite d'un scandale financier, le président du gouvernement Stanislav Gross présente la démission de son gouvernement au président de la République Václav Klaus. Ce dernier demande à Jiří Paroubek de former un nouveau gouvernement.
Le 16 août 2006, il démissionne ainsi que son gouvernement. Cette démission intervient à la suite de la défaite du centre-gauche aux élections législatives des 2 et 3 juin. Candidat aux législatives de 2010, il subit un grave revers en perdant près de 10 points, ce qui le conduit à renoncer à la présidence de son parti.